# Monte Inginos julgran

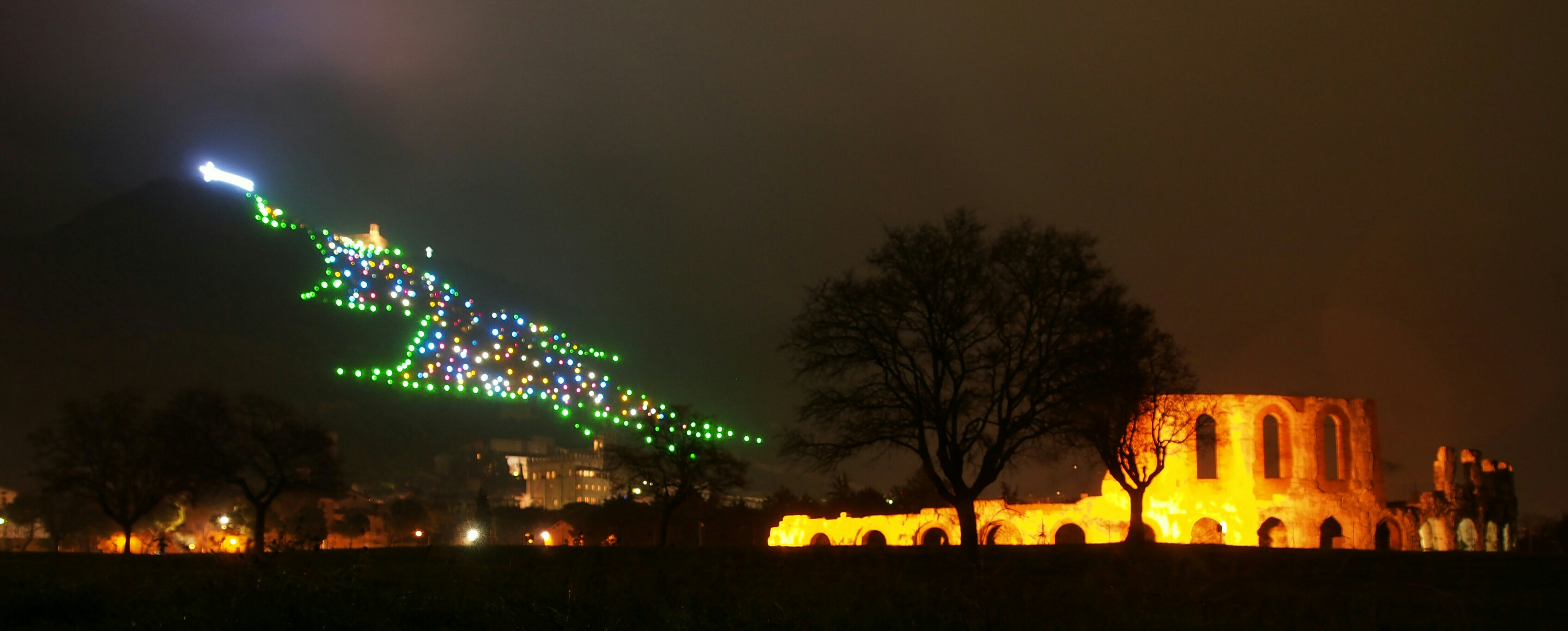
Monte Inginos julgran, Gubbio

Monte Inginos julgran är en ljusformation, formad som en julgran, och som reses vid Monte Inginos sluttningar utanför staden Gubbio i Italien. Granen kallas också Gubbios julgran eller världens största julgran. 1991 kallade Guinness rekordbok den för '"Världens största julgran".
Granen är 650 meter hög och 350 meter bred vid foten, och består av 3 000 flerfärgade ljus och 8,5 kilometer av elektriska sladdar, som placeras hela vägen uppför berget, och kan ses på 50 kilometers avstånd.
Traditionen har funnits sedan 1981. 2011 tändes ljusen av påve Benedictus XVI med hjälp av en dator. Påven talade via video till stadens invånare från sin tjänstebostad i  Vatikanstaten.

### Fotnoter
1. ↑  ”“The biggest Christmas tree in the world””. onlysuper. 12 december 2009. http://www.onlysuper.com/index.php/tag/gubbio/. Läst 7 januari 2010.
2. ↑  ”The best, worst, weirdest and tallest Christmas trees in the world”. London: telegraph.co.uk. 9 december 2009. http://www.telegraph.co.uk/topics/christmas/6769638/The-best-worst-weirdest-and-tallest-Christmas-trees-in-the-world.html?image=9. Läst 7 januari 2010.
3. ↑  ”Commemoration of popular traditions Gubbio”. bella umbria. http://www.bellaumbria.net/en/gubbio-christmas-tree-the-biggest-christmas-tree-in-the-world/. Läst 23 december 2009.
4. ↑  ”Pope Benedict shares his three Christmas wishes”. David Kerr (CNA Catholic News Agency). 9 december 2011. http://www.catholicnewsagency.com/news/pope-benedict-shares-his-three-christmas-wishes/. Läst 16 december 2011.